# Bokmål
Bokmål är det ena officiella skriftspråket för norska, som majoriteten i Norge använder. Det andra, nynorska, studeras i skolan i hela Norge och används som förstaspråk i vissa regioner. Dessutom finns minoritetsspråk i Norge, såsom samiska, som inte är släkt med norskan.
Bokmål, under namnet norska, är ett av Nordiska rådets språk vid sidan av svenska och danska.
Språket skrivs med latinska alfabetet.

## Bokmålets bakgrund
Bokmål är idag (sedan 1929) namnet på den i staten Norge officiella varianten och som lärs ut till icke-norska språkstudenter. Riksmål är en inofficiell konservativ variant av bokmålets ursprungsspråk. Majoriteten av norrmännen (cirka 85–90 procent) skriver normalt bokmål, men det talade språket avviker i regel från bokmålet, då dialektvariationerna är stora. Man har uppskattat att cirka 20 procent av norrmännen talar bokmål, resten dialekt. Nynorska stämmer inte heller med en viss dialekt, utan är en kompromiss mellan dialekter. 91 procent av alla norskspråkiga publikationer 2003 gjordes på bokmål och 89 procent av tidningarna utges enbart på bokmål.
Bokmål har utvecklats från det danska skriftspråket som var det enda officiella skriftspråket i Norge till 1885 då Stortinget beslöt att jämställa nynorska (på den tiden kallad landsmål) med det dansk-norska språket som officiella skriftspråk. Det skriftliga dansk-norska språket var till 1907 nästan identiskt med danska skriftspråket, eftersom danskan användes som skriftspråk i den dansk-norska unionen under seklerna fram till 1814. Sedan 1550 hade dansk Bibel och liturgi använts, och först 1889 kom en översättning till nynorsk/landsmål och 1904 till bokmål. Från 1907 blev det dansk-norska skriftspråket normerat efter det dansk-norska talspråket förekommande bland Østlandets medelklass, kallat riksmål. Från 1929 heter det bokmål. En vanlig uppfattning är att svenskar brukar ha lättare att förstå riksmål/bokmål än nynorska. Enligt en studie som Lunds universitet gjort på uppdrag av Nordiska Språkrådet är dock förhållandet det omvända. Detta underbyggs av att många norrmän uppfattar nynorskan som svenskliknande. Försök har gjorts under 1900-talet att harmonisera bokmål med nynorska, så att man i framtiden skulle ha ett gemensamt språk, samnorsk, men detta har misslyckats, se norska språkstriden.
I Norge avgör varje kommun vilken av målformerna som skall användas administrativt. Dock har den som skriver till en myndighet rätt att få svar på det egna målet. I skolorna undervisas på båda språken. Det språk som det officiellt inte undervisas på som primärspråk i skolan kallas "sidemål" och lärs ut särskilt för att alla norsktalande ska kunna förstå varandra väl. Områden med samisk befolkning är emellertid särfall. Bokmålstalande elever ogillar ofta undervisningen i nynorska. Bokmål är starkare i Osloområdet, och nynorska representerar landsbygden starkast, främst Vestlandet.

## Riksmål
Riksmål är idag namnet på en inofficiell språkform, som uppfattas som konservativ bland annat därför att den i vissa avseenden står närmare danskan än vad bokmål gör. Aftenposten, en av Norges största tidningar, utges på riksmål.

### Riksmål kontra bokmål
Följande exempel kan belysa några av skillnaderna - inte på långt när alla - mellan bokmål och riksmål. 
- Verben är olika endast i preteritum- och perfekt particip-formerna. Där får många verb i bokmålet a-ändelser, i alla fall i målformens radikala form, medan det i riksmålet ofta ges et-ändelse: exempelvis heter att hoppa å hoppe(r), hoppa, har hoppa; detta att jämföra med riksmålets: å hoppe(r), hoppet, har hoppet.

- Substantiv som i bokmålet får a-ändelse i den bestämda singularformen såsom sola, linja, tida och klokka skrivs på riksmål solen, linjen, tiden och klokken. Däremot heter det normalt kua och øya också på riksmål, hytten kan förekomma, men formen hytta förefaller vanligare. Förr kunde bokmålsneutrer i bestämd form plural få a-ändelse: hus, lag, fag blev husa, laga, faga. Dessa former blir allt ovanligare och det vanligaste är att formerna sammanfaller med riksmålets, alltså husene, lagene och fagene.
- Ändelser: en del ändelser, exempelvis -else, förknippas med riksmålet som i utdannelse; på bokmål heter det normalt utdanning. Men mönstret är inte konsekvent, det heter inte stifting på bokmål, utan stiftelse (däremot är stifting korrekt nynorska).
- Diftonger: en skillnad är att riksmålet i många ord inte har diftongerat ei-ljud där bokmålet har detta: i riksmålet kan man föredra sen, ren och ben och inte sein, rein och bein. I riksmålet är det valfritt huruvida man vill använda nu/nå, efter/etter, sne/snø. I bokmålet heter det alltid nå, etter och snø.
- Räkneord: Några av räkneorden och ordningstalen är olika: siffran sju heter på riksmål syv, det heter syvende, inte sjuende som i bokmålet. Tjugo skrivs tyve på riksmål, inte tjue. Det är bara på riksmål trettio kan heta tredve. På danska heter de nämnda räkneorden syv, syvende, tyve och tredive.

Skillnaderna mellan de olika målformerna kan synas liten, men att blanda skulle uppfattas som ett graverande språkfel. Toleransen är begränsad från alla språkhåll och konsekvens uppmuntras av målfolk i samtliga läger. Dock finns det ett gränsland mellan nynorskan och den radikala bokmålsformen - somliga glidningar skulle dock aldrig förekomma, det heter alltid ikke och aldrig ikkje i det skrivna bokmålet. Nynorsk ordliste ger däremot klartecken för att skriva ikke. Varianten høgnorsk försöker emellertid utesluta bokmålsformer.
Till synes små skillnader har stor betydelse för hur språkanvändaren uppfattas socialt. Enligt en vanlig uppfattning signalerar riksmål att språkanvändaren tillhör, eller åtminstone vill bli förknippad med, de ledande ekonomiska och kulturella skikten i det norska samhället. Det talade riksmålets ställning är särskilt stark i Oslos och Bergens finare kretsar och kunde därmed definieras som en sociolekt. Läget kompliceras dock av att riksmålet hävdar sig väl även i det nordligaste fylket, Finnmark fylke, utan att detta innebär något försök till social distinktion från Finnmarksbefolkningens sida